# Tordas
Tordas là một thị trấn thuộc hạt Fejér, Hungary. Thị trấn này có diện tích 16,76 km², dân số năm 2010 là 2082 người, mật độ 124 người/km².